# Juan Fernández de Rosillo
Juan Fernández de Rosillo ou Juan Fernández de Rovillo (1533 - 29 de outubro de 1606) foi um prelado católico romano que serviu como bispo de Michoacán de 1603 a 1606 e bispo de Verapaz de 1592 a 1603.